# 니시우라촌 (후쿠이현)
니시우라촌(西浦村)은 후쿠이현 미카타군에 있던 촌이다. 현재의 미카타카미나카군 와카사정의 북서부에 해당한다.

## 역사
- 1889년 4월1일 - 정촌제 시행에 의해 미카타군 니시우라촌이 성립하였다.
- 1907년 8월 1일 - 다이촌과 합병해 니시타촌이 성립하였다.

## 참고문헌
- 角川日本地名大辞典 18 福井県